# Hans Fink (Volkskundler)
Hans Fink (* 24. Oktober 1912 in Brixen; † 12. April 2003 in Südtirol) war ein Volkskundler, Mundartdichter, Radiojournalist und Gastwirt.

## Leben
Hans Fink entstammte einer Familie vom Ritten, lernte den Beruf des Metzgermeisters und war auch Gastwirt. 1943 veröffentlichte er einen Beitrag über „Peter Mayr, Wirt an der Mahr“. Ebenso verfasste er 1943/45 sporadisch Beiträge für das nationalsozialistische Bozner Tagblatt. An Veröffentlichungen folgten „Von Palbit bis zur Thinne“, „Die Mühlbacher Klause“, „Das Dorf an der Sade“ und andere. Er wurde zur Wehrmacht einberufen und kam daraufhin in Kriegsgefangenschaft. Ab 1953 erforschte er verstärkt die Geschichte und Volkskunde Südtirols, war Herausgeber von Sagenbüchern und Volkserzählungen und veröffentlichte Mundartgedichte. 1955 entdeckte er den Menhir von Tötschling am Pfeffersberg bei Brixen. Seit 1961 arbeitete er am Sender Bozen mit, für den er zahlreiche Radiosendungen gestaltete.

## Ehrungen
- 1956 Bayerische Akademie der Schönen Künste
- 1966 Walther-von-der-Vogelweide-Preis
- 1973 ins Ehrenbuch der Universität Innsbruck eingetragen
- 1980 Ehrenkunde des Landesverkehrsamtes
- 1996 Ehrenring der Stadt-Gemeinde Brixen